# Palácio Nacional de Sintra
Palácio Nacional de Sintra (Kungliga slottet i Sintra), också känt som Paço de Sintra, är ett tidigare kungligt palats i staden Sintra i Portugal.
Palatset är upptaget på Unescos världsarvslista som en del av "Kulturlandskapet Sintra" (Sintras historiska centrum och de omgivande Sintrabergen).

## Bilder

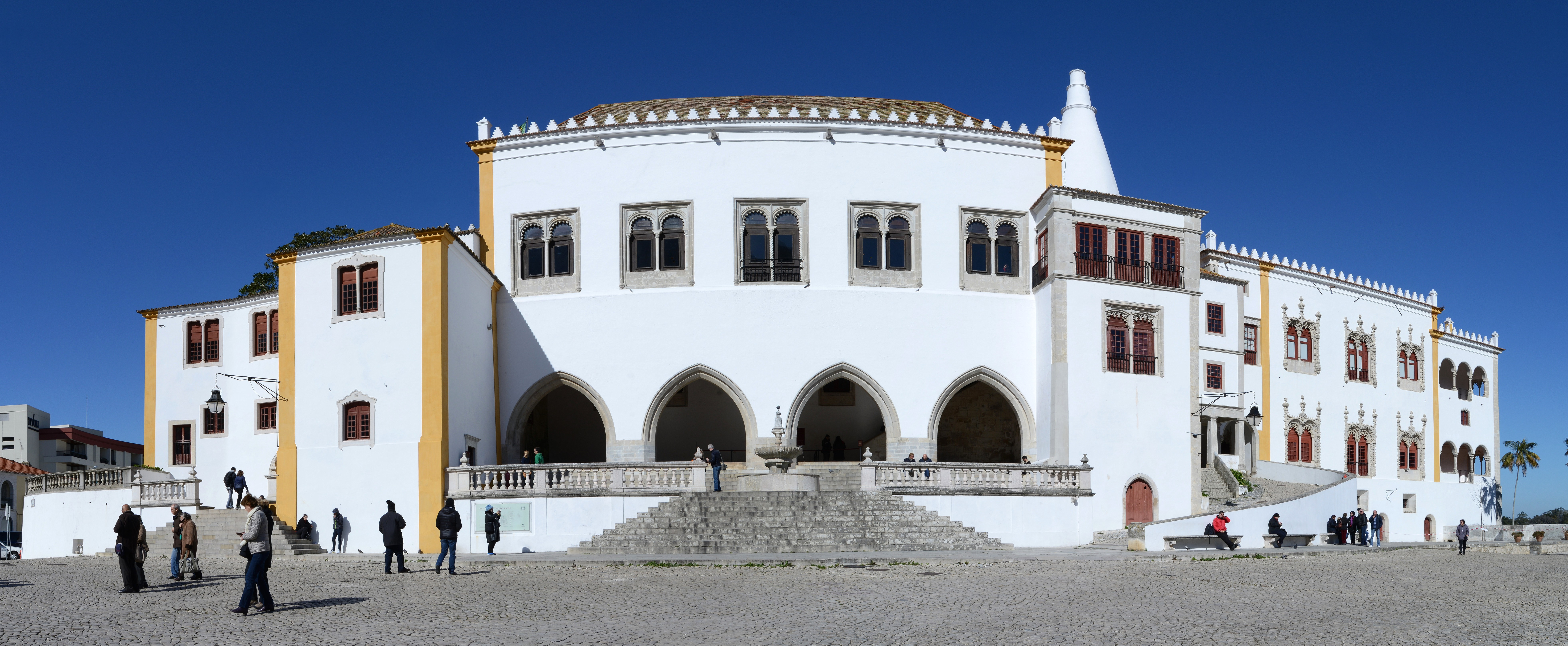
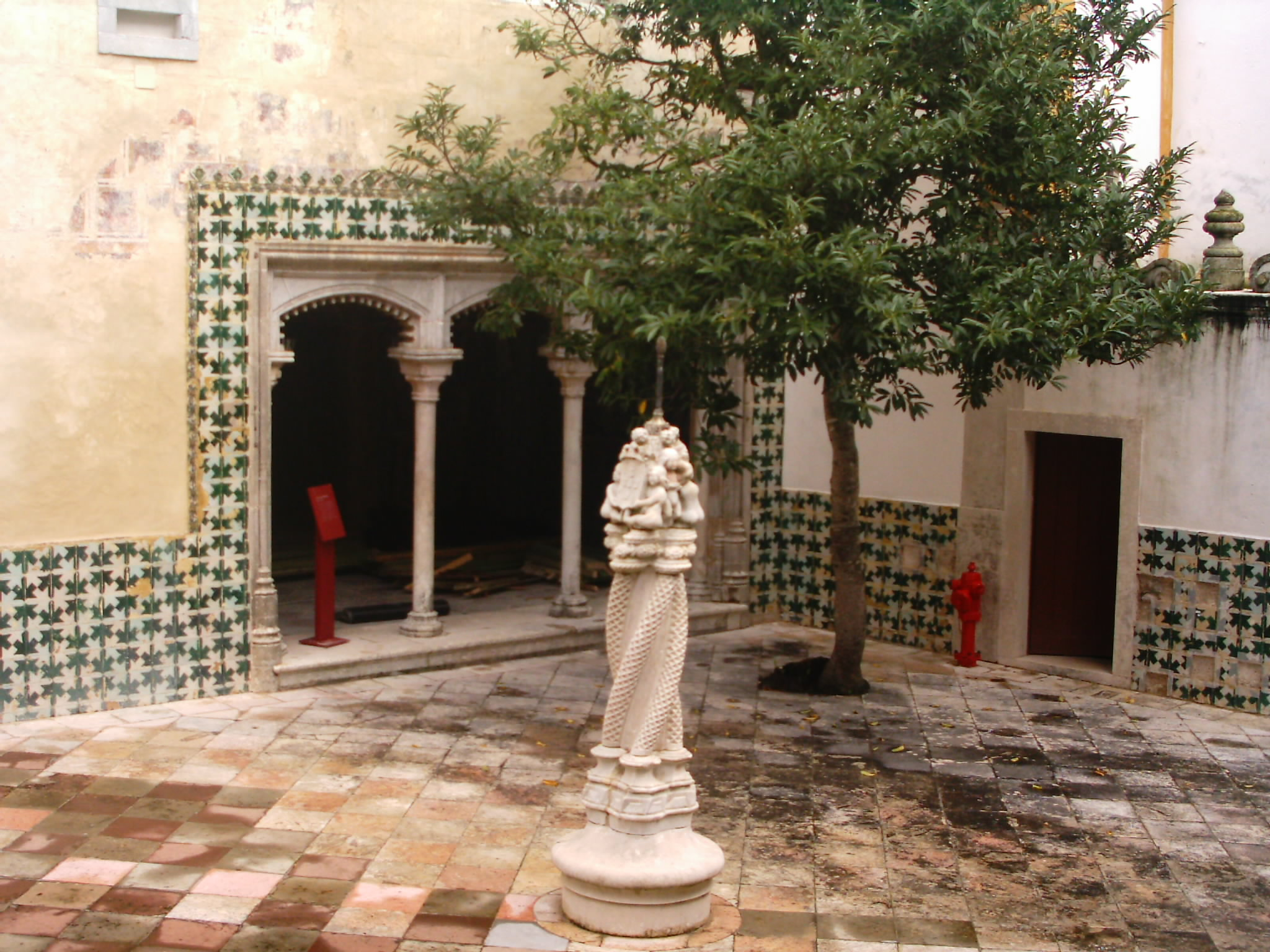
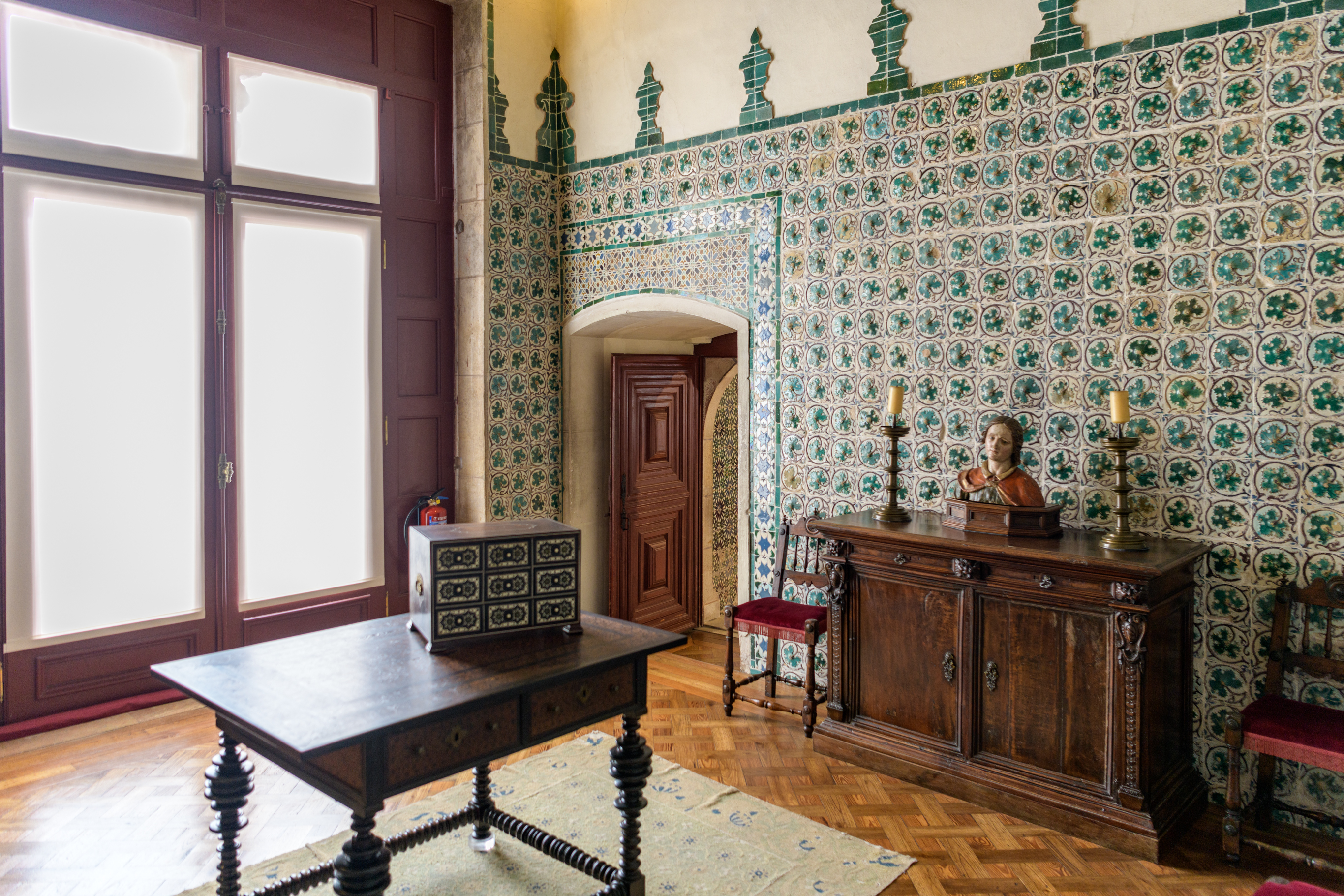
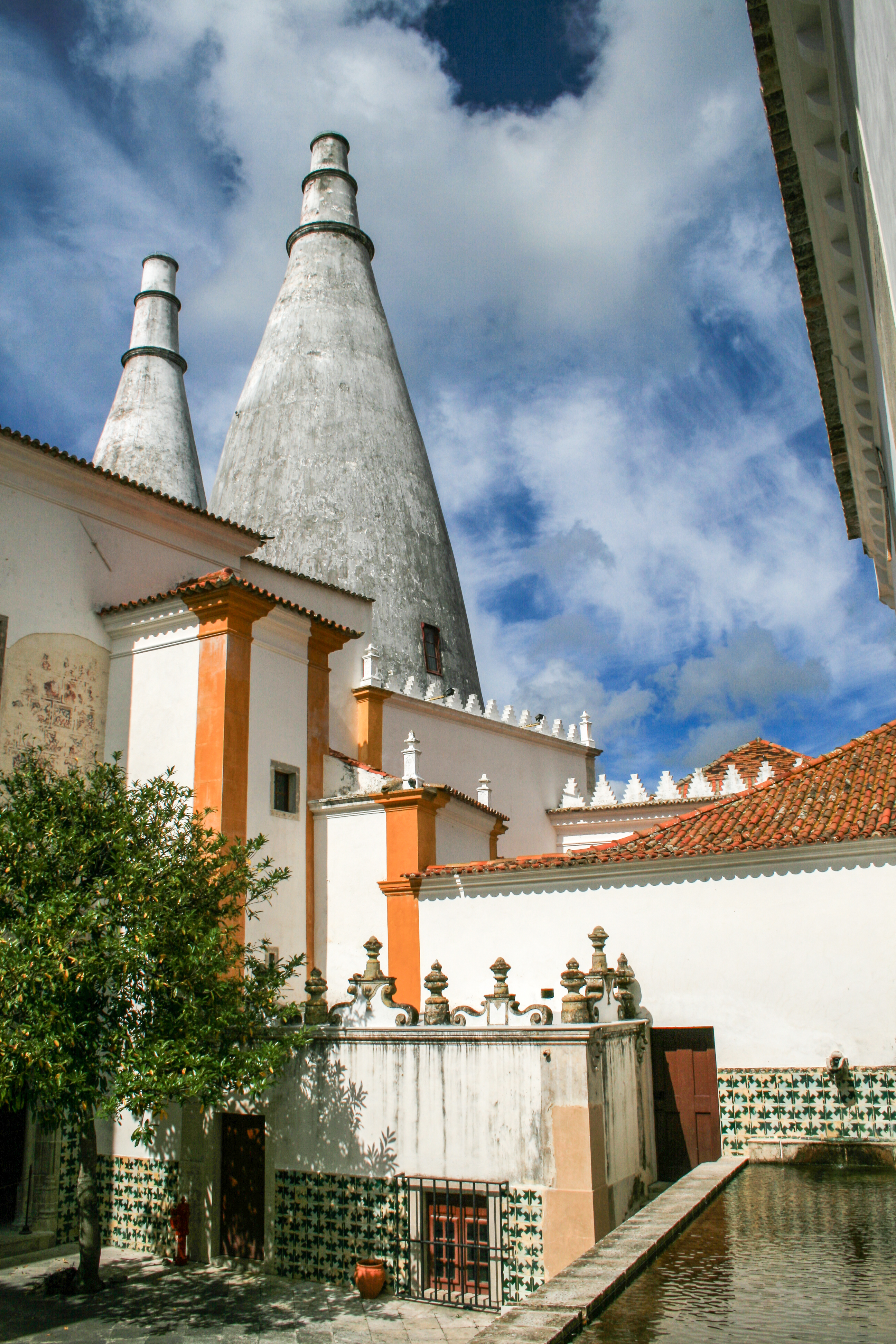